# Padenia transversa
Padenia transversa là một loài bướm đêm thuộc phân họ Arctiinae, họ Erebidae.